# Wilhelm Maerz
Wilhelm Maerz (* 29. Oktober 1893 in Düsseldorf; † nach 1936) war von 1933 bis 1936 Oberbürgermeister der Stadt Mülheim an der Ruhr.

## Leben
Wilhelm Maerz nahm als Leutnant am Ersten Weltkrieg teil und war anschließend als Inspektor der Deutschen Reichsbahn in Essen tätig. Zum 1. Juni 1930 trat er der NSDAP bei (Mitgliedsnummer 260.448). Anfang 1933 nötigte NSDAP-Kreisleiter Camphausen im Rahmen der nationalsozialistischen Gleichschaltung mit Hilfe des Berufsbeamtengesetzes den amtierenden Oberbürgermeister der Stadt Mülheim an der Ruhr Alfred Schmidt zur Amtsaufgabe. Daraufhin berief das preußische Innenministerium unter Leitung von Hermann Göring Wilhelm Maerz am 30. März 1933 zum kommissarischen Oberbürgermeister im Range eines Staatskommissars. Am 31. März leitete er seine erste Ratssitzung, in der auf sein Betreiben Adolf Hitler zum Ehrenbürger der Stadt Mülheim ernannt wurde. Am 29. Dezember 1933 wurde Maerz für zwölf Jahre im Amt bestätigt.
Da Maerz fachlich gering qualifiziert war, überforderte ihn sein Amt. 1936 waren die Finanzmittel der Stadt durch Misswirtschaft faktisch fast aufgebraucht und das Ansehen des Oberbürgermeisters stark beschädigt, so dass Maerz in diesem Amt nicht mehr länger tragbar war. Auch auf Druck des preußischen Innenministeriums musste Maerz den Stuhl des Oberbürgermeisters räumen und wurde im Mai 1936 beurlaubt. Edwin Hasenjaeger wurde am 1. Juni kommissarisch als sein Nachfolger eingesetzt. Am 2. November 1936 wurde Wilhelm Maerz schließlich entlassen und Nachfolger Hasenjaeger am 3. Dezember für zwölf Jahre bestätigt.